# Васка Емануилова
Васка Емануилова Игова е известна българска скулпторка. Тя е първата жена, оставила трайна диря в българската скулптура.

## Биография и творчество
Родена е през 1905 г. в село Комщица, Царибродско. Неин брат е микробиологът акад. Игнат Емануилов.
През 1927 година завършва Държавната художествена академия, където нейни преподаватели са проф. Иван Лазаров по скулптура и проф. Цено Тодоров по рисуване. Тъй като първоначално няма собствено ателие, до 1931 г. остава да работи в академията в ателието на проф. Марин Василев. През 1939 година провежда тримесечна специализация по скулптура в Париж.
Още от момента на завършването си Емануилова взема участие в изложби на жени художнички. През 1931 г. става съосновател и член на Дружеството на новите художници и участва в много от организираните от него колективни художествени изложби.
Емануилова работи с гипс, бронз и теракота (печена глина), основно в областта на малката пластика в жанровете голо тяло, историческа и битова композиция и най-вече портрет. Създава скулптурни портрети на свои колеги и съвременници: поета Николай Хрелков (1932), художниците Илия Петров (1924), Георги Машев (1928), Борис Елисеев (1934), Васил Стоилов (1937), Стоян Венев, Иван Ненов, Ненко Балкански, керамика Стефан Димитров (1931). Известна е и със своите женски и детски портрети и еротични серии.
Освен с кавалетно изкуство, Емануилова се занимава и с изпълнението на монументални творби като увенчаващата композиция на Паметника на Съветската армия в София, през 1953 г.
През 1961 г. е наградена с орден „Червено знаме на труда“.
На 4 февруари 1985 г. Емануилова дарява на Софийска градска художествена галерия 90 свои скулптури, 48 акварели и 35 рисунки. Умира на 11 юли същата година. След смъртта на Емануилова СГХГ открива постоянна експозиция с нейни творби във филиал на ул. „6-и септември“ № 9.
Поради реституция филиалът е затворен в продължение на 12 години, но през декември 2006 г. е възстановен като галерия „Васка Емануилова“ на бул. „Янко Сакъзов“ № 15.
Живяла е на семейни начала с Мара Георгиева.
Освен на Столичната галерия, творби на Емануилова са притежание и на Националната художествена галерия, художествените галерии в Пловдив, Русе, Варна, Добрич, Бургас и частни сбирки в България и по света.